# Theodor Seistrup
Jens Carl Theodor Seistrup (født 10. januar 1848 i Slagelse, død 28. august 1925) var den sidste skarpretter i Danmark, som udførte sit hverv. 
Seistrup blev efter seks linjers ansøgning udnævnt til Kongeriget Danmarks Skarpretter, et embede han bestred i næsten 30 år. Der var 130 ansøgere. Theodor Seistrup nåede at udføre tre henrettelser: Rasmus Pedersen Mørke (1881), Anders Sjællænder Nielsen (1882) og Jens Nielsen (1892). Seistrup boede på sine ældre dage i Skælskør. 